# Изјаслав III Кијевски
Изјаслав III Давидович Кијевски (умро 6. марта 1161) био је велики кнез Кијева 1155, од 1157. до 1158. и 1161. године.

## Детињство и младост
Изјаслав је био трећи син черниговског принца Давида Свјатославича. Заједно са својим братом Владимиром, Изјаслав је учествовао у грађанском рату који је погодио Кијевску Русију након смрти Всеволода II 1146. године. Браћа су 1151. године учествовала у бици на реци Рути на различитим странама - Изјаслав је био на страни Изјаслава II Кијевског, а Владимир на страни Јурија Долгоруког. Владимир је погинуо у овој бици. Изјаслав II Кијевски односи победу у бици након које преузима престо. Своме имењаку је као награду поверио Чернигов на управу. Изјаслав Давидович обављаће ту функцију до 1157. године. Јуриј је убрзо опсео Чернигов, али није успео да га освоји.

## Владавина
Дана 13. новембра 1154. године умире Изјаслав II Кијевски. Престо је остао упражњен те су великаши позвали Ростислава I да преузме круну. Изјаслав III, међутим, напада Кијев (војску је чинио и одред Јуријевог сина Глеба који ће касније постати кијевски кнез) и преузима престо. Ростислав се на њему успео задржати свега недељу дана. Међутим, Изјаслав је и сам доживео исту судбину јер га је 1155. године Јуриј Долгоруки збацио са власти. Изјаслав се повлачи у Чернигов. У Кијеву је током своје краткотрајне владавине стекао популарност. Јуриј умире 15. маја 1157. године (претпоставља се да је отрован), а Изјаслав постаје по други пут кнез Кијева. Исте године, Изјаслав је изгубио Чернигов кога је преотео његов рођак.

## Смрт
Изјаслав следеће, 1158. године улази у сукоб са Мистиславом II Кијевским, кнезом Перејаслава. У борби са њим смртно је рањен 1161. године. Сахрањен је у цркви Бориса и Глеба у Чернигову. Наследио га је Ростислав I.

## Породично стабло
| \| \| \| \| \| 2. Давид Свјатославич \| \| \| \| \| \| \| \| \| \| \| \| \| \| \| \| \| \| \| \| \| \| \| \| \| \| \| \| \| \| \| \| \| 1. Изјаслав III Кијевски \| \| \| \| \| \| \| \| \| \| \| \| \| \| \| \| \| \| \| \| \| \| \| \| \| |                          |  |  |                       |  |  |  |
| |                          |  |  | 2. Давид Свјатославич |  |  |  |
| |                          |  |  |                       |  |  |  |
| |                          |  |  |                       |  |  |  |
| |                          |  |  |                       |  |  |  |
| | 1. Изјаслав III Кијевски |  |  |                       |  |  |  |
| |                          |  |  |                       |  |  |  |
| |                          |  |  |                       |  |  |  |